# Joshua Sasse
Joshua Sasse (né le 9 décembre 1987) est un acteur britannique.
Il est notamment connu pour avoir incarné Galavant dans la série du même nom d'ABC.

## Biographie
Joshua Seymour Sasse est né à Westminster, en Angleterre. Ses parents sont Dominic Sasse et Mary-Rosalind Macauley. Il a une sœur ainée nommée Lydia Sasse. Il a été élevé dans la foi catholique. 
Son grand-père maternel était William Berry, 1er vicomte Camrose. Ses grand-oncles étaient Seymour Berry, 2nd vicomte Camrose et Michael Berry, baron de Hartwell. Joshua Sasse a perdu son père alors qu'il n'avait que cinq ans. Ce dernier est décédé dans le crash du vol PIA 268, alors qu'il se rendait à Katmandou. Sa mère s'est par la suite remariée. Il a été envoyé à l'école de Shrewsbury, où il a découvert l'amour du jeu.

## Carrière
Joshua Sasse a étudié les arts dramatiques à l'université de Hurtwood, puis au théâtre du Cygnet à Exeter. Il décroche son premier grand rôle en 2010 dans The Big I Am, un film de gangster anglais. 
Au cours des années 2010, Joshua Sasse a incarné Sky dans la comédie musicale Mamma Mia! au Prince of Wales Theater à Londres.
En mars 2012, il est à l'affiche de Frankenstein's Army, un film d'horreur à gros budget. En avril 2013, il intègre le casting de la série télévisée Rogue. Il y incarne un personnage récurrent pendant deux saisons.
En décembre 2013, il est annoncé dans le rôle principal de la série musicale de Dan Fogleman : Galavant. Le premier épisode de la série est tourné à Londres. Pendant cette période, Dan Fogleman lui donne aussi un rôle récurrent de sa comédie The Neighbors.
Diffusée en 2015, Galavant connaît un joli succès et est renouvelée pour une seconde saison qui sera diffusée l'année suivante.
En 2016, Joshua Sasse décroche l'un des deux rôles principaux de la série No Tomorrow, produite par la CW.

## Vie privée
Joshua Sasse a été en couple avec Francesca Cini, avec qui il a eu un fils nommé Sebastian en 2013. En Février 2016, il se fiance à la chanteuse australienne Kylie Minogue. Un an plus tard, la chanteuse annonce avoir rompu ses fiançailles avec l'acteur.
Joshua Sasse a épousé Louisa Ainsworth en 2018.

## Filmographie

### Cinéma
- 2010 : The Big I Am : Rixie
- 2012 : Frankenstein's Army : Sergei
- 2021 : Her Pen Pal : Jacques

### Télévision
- 2013-2014 : Rogue : Alec Laszlo
- 2014 : The Neighbors : DJ Jazzy Jeff
- 2015-2016 : Galavant : Galavant
- 2016-2017 : No Tomorrow : Xavier
- 2023 : Love is in the Air
- 2025 : Outrageous : Oswald Mosley